# Distretto di Tocmoche
Il distretto di Tocmoche è uno dei diciannove distretti  della provincia di Chota, in Perù. Si trova nella regione di Cajamarca e si estende su una superficie di 222,38 chilometri quadrati.

Istituito il 18 settembre 1942, ha per capitale la città di Tocmoche; al censimento 2005 contava .914 abitanti.